# Emanuele Bettini
Emanuele Bettini (Prato, 20 gennaio 1917 – Prato, 21 novembre 2002) è stato un poeta, scrittore e pittore italiano.

## Biografia
Emanuele Bettini nasce a Prato il 20 gennaio 1917, da Ottaviano, giornalista e scrittore, e Giuseppina Rocchi, insegnante elementare. Durante il periodo fascista il padre è più volte vittima di intimidazioni e offese che genereranno in lui un profondo malessere, tanto da portarlo al suicidio nel 1926.
In seguito alla morte del padre Emanuele viene mandato ad Assisi, come allievo del Regio Convitto Nazionale Principe di Napoli, e vi rimane fino all’età di 18 anni. Iscrittosi in seguito alla facoltà di Magistero dell’Università di Firenze,
si laurea in Storia della Filosofia e Pedagogia. Partecipa alla Seconda Guerra Mondiale come ufficiale del 113. Reggimento Fanteria, combattendo in varie zone, principalmente nel sud Italia ma anche in Francia e in Provenza; durante la guerra, a Noli, conosce Carla Goitre che diverrà sua moglie.
Nel 1943 entra nell’organico degli ufficiali del comandante Cesare Chilleri  e con lui raggiunge Pulsano, in Salento.
In seguito allo sbarco alleato in Sicilia, si trasferisce a Taranto, dove i soldati italiani sono destinati allo scarico delle navi alle dipendenze dei caporali inglesi; denunciato dal Tribunale militare del territorio di guerra per disobbedienza in servizio e insubordinazione, viene detenuto nel carcere di Poggioreale, a Napoli, e condannato a sei mesi e dieci giorni di reclusione,  pena inizialmente sospesa e in seguito amnistiata.
Dopo la fine della guerra il Bettini torna a Prato e diviene insegnante di lettere coltivando, contemporaneamente, le sue grandi passioni: la poesia, la letteratura e la pittura.
Come poeta ha pubblicato raccolte di poesie tra cui “Città di notte”, del 1970, con prefazione di Giorgio Bàrberi Squarotti.
Come scrittore ha dato alle stampe numerosi racconti lunghi fra i quali “Viaggio a Roma” del 1966, “Il direttore delle Poste” del 1976, “La battitura” del 1984 e “Il plagio” del 1988.
Ha collaborato con racconti alla terza pagina dei quotidiani “Il Nuovo Corriere” di Firenze dal 1974 al 1958; “L'Unità” nel 1957; “La Gazzetta” di Prato dal 1988 al 1989 e alle riviste «Prato storia e arte», «Archivio storico pratese»,
«Crocevia» e «Il portolano». Sicuramente interessanti le monografie, relative a artisti popolari e personaggi caratteristici della sua città, quali: Ugo Cantini, Giuseppe Basacci, Egidio Bellandi, Mario Andreini e Dino Fiorelli.
Tra i romanzi il più fortunato è stato Grigie storie di uomini e cani, ambientato sul fronte jugoslavo 
durante la Seconda guerra mondiale. Pittore di indubbie qualità ebbe quali fonti di ispirazione il surrealismo di Joan Miró, il Futurismo  di Giacomo Balla, a cui fu legato da stima e amicizia, i volti di Massimo Campigli e di Amedeo Modigliani, fino ai voli incantati di Marc Chagall. 
Le sue rappresentazioni sono talvolta amare e grottesche, talvolta surreali e popolate da personaggi creativi e colorati, ma sempre ironiche. Uomo culturalmente e socialmente impegnato fondò con Armando Meoni, Tosco Andreini, Giovacchino del Rigo e Silvio Gori, il “Circolo di Pittura Arrigo del Rigo”.
Entrato a far parte della sezione pratese della Federazione Nazionale Artisti, di cui fu anche fra i primi segretari, contribuì
alla realizzazione, nella storica sede di via Pugliesi, di sale espositive per la promozione e la diffusione delle Arti visive.
Profondamente convinto che la cultura dovesse essere libera, scissa da ogni ideologia politica e strettamente legata alla cittadinanza, a servizio della gente comune e a sostegno dei problemi sociali, Bettini promosse mostre d’arte nelle fabbriche, nelle strade e nei quartieri, battendosi contro la mercificazione dell’arte. Dal 1998 fino alla morte,  avvenuta il 21 novembre 2002, è stato socio onorario dell’Associazione Culturale Pratese Il Castello, che in sua memoria ha organizzato numerose iniziative. Presso la Biblioteca Roncioniana di Prato è conservato il fondo Emanuele Bettini.